# Amblyphymus roseus
Amblyphymus roseus är en insektsart som beskrevs av Boris Petrovich Uvarov 1922. Amblyphymus roseus ingår i släktet Amblyphymus och familjen gräshoppor. Inga underarter finns listade i Catalogue of Life.